# Technique du groupe nominal
La technique du groupe nominal (abrégée TGN) est un processus de groupe impliquant l'identification des problèmes, la production de solution, et la prise de décision. Elle peut être utilisée dans des groupes de différentes tailles, qui veulent prendre leur décision rapidement, par exemple un vote, mais qui veulent la prise en compte des opinions de chacun (par opposition au vote traditionnel, où seul le plus grand groupe est considéré). Le procédé de dépouillement est la différence. Tout d'abord, chaque membre du groupe donne son point de vue sur sa solution, accompagné d'une brève explication. Ensuite, des solutions doubles sont éliminés de la liste de l'ensemble des solutions, puis les membres procèdent alors à un classement des solutions, 1re, 2e, 3e, 4e, et ainsi de suite.
Dans la méthode de base, les numéros de chaque solution reçus sont additionnés, et la solution la plus haute (à savoir la plus favorisée) du classement total est sélectionné comme la décision finale. Il existe des variations sur la façon dont on utilise cette technique.
Cette technique a été développée à l'origine par André Delbecq et Andrew H. Van de Ven,, et a été appliquée à l'éducation des adultes de la planification du programme par Vedros, et a également été utilisée comme une technique dans la conception de programmes dans les établissements scolaires,,,.

## Effets
La TGN a montré une amélioration dans plusieurs dimensions de l'efficacité de prise de décision dans un groupe. Le fait d'exiger que les individus du groupe écrivent leurs idées en silence et de manière séparée augmente le nombre de solutions générées par ce groupe,. Ainsi, plus il y aura de solutions proposées, plus les décisions prises seront de qualité,.
Ces résultats sont cohérents avec une étude de 1958 qui a révélé que, en réponse à trois problèmes différents, exigeant une certaine créativité, le nombre d'idées produites par des « groupes nominaux » (dont les membres travaillaient en fait seul) était supérieur au nombre d'idées produites par les autres groupes réels. Les idées générées par les groupes nominaux et réels ont été évalués sur leurs qualités et originalité: les groupes nominaux ont obtenu les meilleurs notes sur ces deux critères.

## Usage
La technique du groupe nominal est particulièrement utile:
- Lorsque certains membres du groupe sont beaucoup plus bruyants que d'autres.
- Lorsque certains membres du groupe réfléchissent mieux en silence.
- Lorsque certains membres du groupe ne participent pas.
- Lorsque le groupe produit avec difficulté des idées.
- Lorsque tous les membres du groupe sont nouveaux (ou une partie).
- Lorsque la question est controversée ou s'il y a un conflit.

## Procédure standard
Habituellement, la TGN comprend cinq étapes:
1. Introduction et explication: Explication du but et de la procédure de la réunion.
2. Imagination silencieuse d'idées: Une feuille est fournie à chaque membre, avec la question à traiter. On demande alors d'écrire toutes les idées qui viennent à l'esprit. Pendant cette période, les membres n'ont pas le droit de communiquer leurs idées avec d'autres. Cette étape dure environ 10 minutes.
3. Partage des idées: Il faut ensuite noter chaque idée prononcée par les membres sur un tableau . Le processus se poursuit jusqu'à ce que toutes les idées aient été présentées. Le débat sur celles-ci n'a pas encore lieu à ce stade. Les participants sont encouragés à écrire de nouvelles  idées durant le partage des autres. Cette étape peut prendre 15 à 30 minutes.
4. Discussion de groupe: Les participants sont invités à demander des explications verbales ou de plus amples détails à propos de l'une des idées. Il est important de veiller à ce que le processus soit aussi neutre que possible, en évitant le jugement et la critique. Cette étape dure 30-45 minutes.
5. Vote et classement: Cela implique la hiérarchisation des idées en fonction de la question initiale. Après le processus de vote et de classement, des résultats immédiats en réponse à la question sont à disposition des membres.

Le nombre de réunions de groupes nominaux qui se tiendront dépendra de la nature de la question et de la capacité des membres à résoudre le problème.

## Avantages et désavantages
Un avantage majeur de la TGN est d'éviter deux problèmes provoqués par les interactions du groupe. Premièrement, certains membres peuvent être trop timides pour proposer leurs idées. Deuxièmement, certains membres peuvent avoir peur de créer des conflits au sein du groupe. La TGN surmonte ces problèmes (par exemple,). La TGN a l'avantage de ne pas discriminer certains membres du groupe en particulier, et peut alors être une technique de gain de temps.
Un inconvénient majeur de la TGN est que la méthode manque de souplesse en étant capable de traiter avec un seul problème à la fois. En outre, il doit y avoir une certaine conformité de la part des membres impliqués dans cette méthode. Tout le monde doit se sentir à l'aise avec la structure concernée. Un autre inconvénient est la quantité de temps nécessaire pour préparer l'activité, en effet, cette technique ne laisse pas de place à la spontanéité. Le processus peut sembler alors trop mécanique.